# Lydie Denier
Lydie M. Denier (* 15. April 1964 in Saint-Nazaire, Département Loire-Atlantique) ist eine französisch-US-amerikanische Schauspielerin und Model.

## Leben
Denier wuchs auf Martinique auf und besuchte die dortige Lycée Victor-Schœlcher Schule in Fort-de-France. Mit 14 Jahren startete sie ihre Modelkarriere und wurde unter anderen für die Zeitschriften Vogue und Elle abgelichtet. 1984 wurde sie zur Miss Legs International gekürt. Während eines Besuchs in Los Angeles kam sie mit dem Schauspiel in Berührung. 1995 war sie mit dem späteren US-Botschafter J. Christopher Stevens verlobt.
Mitte der 1980er Jahre begann sie ihre Schauspiellaufbahn als Nebendarstellerin in Filmproduktionen oder Episodendarstellerin in Fernsehserien. Von 1991 bis 1995 verkörperte sie in 75 Episoden der Fernsehserie Tarzan die weibliche Hauptrolle der Jane Porter. Sie war zum damaligen Zeitpunkt die fünfzehnte Schauspielerin, die diese Rolle in einer Fernseh- oder Filmproduktion verkörperte. 1993 wirkte sie als Pamela Hanley im Film Cold Heart – Der beste Bulle von L.A. mit. 1996 übernahm sie im Fernsehfilm Tarzan – Die Rückkehr die Rolle der Olga de Coude. Sie spielte zwei verschiedene Charaktere aus der Welt des Tarzan. Von 1998 bis 1999 war sie in der Rolle der Nicole Bernard in 26 Episoden der Fernsehserie Acapulco H.E.A.T. zu sehen.
2005 übernahm sie eine größere Rolle im Katastrophenfilm Erdbeben – Wenn die Erde sich öffnet... und eine Nebenrolle in dem Tierhorrorfernsehfilm Sharkman – Schwimm um dein Leben. Zuletzt war sie als Schauspielerin im Film Children of Wax von 2007 zu sehen.
2000 erschien ihr erster Fotokalender. Sie lebt im kalifornischen Laguna Beach. Sie spielte bisher mit vier Schauspielern, die die Rolle des Tarzan darstellten: Ron Ely, Miles O’Keeffe, Joe Lara und Wolf Larson.

## Filmografie (Auswahl)
- 1985: Gefährliche Leidenschaften (Le feu sous la peau)
- 1985: Grunt! – Der Wrestling Film (Grunt! The Wrestling Movie)
- 1986: Der Mann vom anderen Stern (Starman, Fernsehserie, Episode 1x01)
- 1986: The Ellen Burstyn Show (Fernsehserie, Episode 1x01)
- 1986: Rächer der Nacht (The Night Stalker)
- 1987: Bulletproof – Der Tiger II (Bulletproof)
- 1987: Killer Instinkt (Killer Instinct)
- 1988: Paramedics – Die Chaoten von der Ambulanz (Paramedics)
- 1988: Blutsbande (Blood Relations)
- 1988: It’s Garry Shandling’s Show (Fernsehserie, Episode 3x05)
- 1989: Malediction – Fluch des Dämon (Satan’s Princess)
- 1989: General Hospital (Fernsehserie)
- 1989–1990: China Beach (Fernsehserie, 2 Episoden)
- 1990: Goin’ to Chicago
- 1990: Dreamliners (Red Blooded American Girl)
- 1990: Flash – Der Rote Blitz (The Flash, Fernsehserie, Episode 1x03)
- 1990: Midnight Cabaret
- 1991: Baywatch – Die Rettungsschwimmer von Malibu (Baywatch, Fernsehserie, Episode 2x03)
- 1991: Wilde Orchidee II
- 1991–1995: Tarzan (Tarzán, Fernsehserie, 75 Episoden)
- 1992: Der Verehrer (Invasion of Privacy)
- 1992: Cold Heart – Der beste Bulle von L.A. (No Place to Hide)
- 1992: Foxy Fantasies (Fernsehserie, Episode 1x04)
- 1993: Night Trap – Auf der Spur des Bösen (Night Trap)
- 1993: Die Farbe des Blutes (Under Investigation)
- 1994: Beyond Justice – Eiskalte Rache (Guardian Angel)
- 1995: To the Limit – Zur richtigen Zeit am richtigen Ort (To the Limit)
- 1995: Das perfekte Alibi (Perfect Alibi)
- 1995: Die Verblendeten (Dazzle, Fernsehfilm)
- 1995: Fatal Pursuit
- 1996: Ein Single kommt immer allein (The Single Guy, Fernsehserie, Episode 1x11)
- 1996: Melrose Place (Fernsehserie, Episode 4x32)
- 1996: Tarzan – Die Rückkehr (Tarzan: The Epic Adventures, Fernsehfilm)
- 1996: White Cargo
- 1996: Invisible Temptation (Sprechrolle, Erzählerin)
- 1997: Palm Beach-Duo (Silk Stalkings, Fernsehserie, Episode 7x07)
- 1997: Conan, der Abenteurer (Conan the Adventurer, Fernsehserie, Episode 1x09)
- 1998: Sucre amer
- 1998: Pacific Blue – Die Strandpolizei (Pacific Blue, Fernsehserie, Episode 4x05)
- 1998: The Assault
- 1998: Robin Hood (Fernsehserie, 2 Episoden)
- 1998–1999: Acapulco H.E.A.T. (Fernsehserie, 26 Episoden)
- 1999: St. Tropez (Sous le Soleil, Fernsehserie, Episode 1x05)
- 2000: Broken Rose
- 2000: Ides of March
- 2000: Bad Guys
- 2001: Savage Season
- 2001: Never Die Twice
- 2002: Project Viper (Fernsehfilm)
- 2002: Chaos City (Fernsehserie, Episode 6x21)
- 2002: Gilmore Girls (Fernsehserie, Episode 3x09)
- 2003: The Killer Within Me
- 2004: Big Kiss
- 2005: Erdbeben – Wenn die Erde sich öffnet... (Nature Unleashed: Earthquake)
- 2005: Sharkman – Schwimm um dein Leben (Hammerhead: Shark Frenzy, Fernsehfilm)
- 2007: Children of Wax
- 2022: Tarzana Comic Con & Film Festival (Fernsehserie, 2 Episoden)